# GnuTLS
GnuTLS ([ˈɡnuːˌtiːˌɛlˈɛs], [Гну-Ті-Ел-Ес]), (the GNU Transport Layer Security Library) це вільна реалізація протоколів TLS, SSL і DTLS. Вона являє собою прикладний програмний інтерфейс (API) для додатків, що забезпечують безпечний зв'язок через мережу транспортного рівня, а також доступ до X.509, PKCS 12, OpenPGP та до інших структур.

## Особливості
GnuTLS складається з бібліотеки яка дозволяє додаткам користувача запускати безпечні сеанси за допомогою наявних протоколів.
Вона також забезпечує інструменти командної строки, включаючи менеджер сертифікатів X.509, тестовий клієнт і сервер, а також генератори випадкових ключів та паролів. З 2011 року адміністратори можуть налаштувати вебсервер Apache на використання GnuTLS щоб підтримувався TLS 1.2.
GnuTLS має такі можливості:
- Підтримка протоколів TLS 1.3, 1.2, 1.1, 1.0 та (опціонально) SSL 3.0
- Підтримка протоколів Datagram TLS[en] (DTLS) 1.2, і DTLS 1.0
- Підтримка аутентифікації TLS за допомогою протоколу SRP[en]
- Підтримка розширення PSK[en] для аутентифікації TLS
- Підтримка аутентифікації як за допомогою сертифікатів X.509 так і за допомогою ключів OpenPGP[4]
- Підтримка процесора в криптографії та підтримка криптографічного прискорювача (/dev/crypto[en]), VIA Technologies і AES-NI наборів команд[5]
- Підтримка смарт-карток та модулів апаратної безпеки
- Зберігання криптографічних ключів в системному TPM модулі

## Історія

### Походження
GnuTLS початково була створена у березні 2003 року Нікосом Маврогіанополосом щоб дозволити додаткам GNU Project використовувати безпечні протоколи, такі як TLS. Не дивлячись на те, що OpenSSL вже існував, ліцензія OpenSSL не була сумісна з GPL; таким чином програмне забезпечення під GPL, таке як GNU, не могло використовувати OpenSSL без створення спеціального виключення.

### Ліцензія
Бібліотека GnuTLS була ліцензована під GNU Lesser General Public License v2, тоді як включені додатки використовували загальну публічну ліцензію GNU.
У серпні 2011 року бібліотека була оновлена до GPLv3. Після цього було помічено що з'явилися нові проблеми сумісності ліцензій, особливо з іншим вільним програмним забезпеченням зі зміною ліцензії. Після перемов ліцензія була знов понижена до LGPLv2.1 у березні 2013.

### Поділ GNU/FSF
Спочатку створюваний для GNU проекту, його розробник відхилив проект від GNU в грудні 2012 після суперечок із Фондом вільного програмного забезпечення через певні принципи. Річард Столмен протестував проти цього кроку і запропонував розробити проігнорований проект. Цього рішення притримався GNU Sed-розробник Пауло Бонзіні в кінці грудня 2012 року, який припинив свою підтримку.

## Використання
Пакети програмного забезпечення з використанням GnuTLS включають:
- GNOME
- CenterIM[en]
- Exim[15]
- Weechat[en]
- Mutt[en]
- Wireshark
- slrn[en]
- Lynx[15]
- CUPS
- gnoMint[en][15]
- Emacs
- Synology DiskStation Manager[en]